# Ardah
Ardah (arapski: العرضة / ALA-LC: al-'arḍah) je vrsta narodnog plesa, kojeg izvode beduini iz plemena Najd. 
Tradicionalno se pleše prije odlaska u rat. Izvorno je ardah vezan pleme Shammr. Danas se izvodi na proslavama ili kulturnim događanjima, kao što je festival Jenadriyah. Ples izvode muškarci koji nose mačeve ili štapove, popraćeni bubnjevima i izgovorenim stihovima pjesama.